# آندریا پیکولو
آندریا پیکولو (انگلیسی: Andrea Piccolo؛ زادهٔ ۲۳ مارس ۲۰۰۱) دوچرخه‌سوار اهل ایتالیا است.
از باشگاه‌هایی که در آن بازی کرده‌است می‌توان به گازپروم–روس‌ولو، کنندیل–دراپاک، تیم آستانه، و اندرونی جوکاتولی–سیدرمک اشاره کرد.